# لینویولا
لینویولا (به اسپانیایی: Liñola) یک منطقهٔ مسکونی در اسپانیا است که در پلا د اورگل واقع شده‌است. لینویولا ۲۸٫۷ کیلومتر مربع مساحت دارد.